# Джиммі Мерфі
Джиммі Мерфі (англ. Jimmy Murphy, нар. 8 серпня 1910, Ронта-Кінон-Тав — пом. 14 листопада 1989, Манчестер) — валлійський футболіст, півзахисник. По завершенні ігрової кар'єри — футбольний тренер.
Як гравець насамперед відомий виступами за клуб «Вест-Бромвіч Альбіон», а також національну збірну Уельсу.

## Клубна кар'єра
У дорослому футболі дебютував 1928 року виступами за «Вест-Бромвіч Альбіон», в якому провів десять сезонів, взявши участь у 204 матчах чемпіонату. Більшість часу, проведеного у складі «Вест-Бромвіч Альбіона», був основним гравцем команди.
Завершив професійну ігрову кар'єру у нижчоліговому клубі «Свіндон Таун», за який недовго виступав протягом 1938 років.

## Виступи за збірну
1933 року дебютував в офіційних матчах у складі національної збірної Уельсу. Протягом кар'єри у національній команді, яка тривала 6 років, провів у формі головної команди країни 15 матчів.

## Кар'єра тренера
Розпочав тренерську кар'єру відразу після війни, ставши асистентом в «Манчестер Юнайтед», де працював аж до 1971 року.
Продовжуючи працювати асистентом, 1956 року очолив збірну Уельсу, разом з якою став учасником чемпіонату світу 1958 року у Швеції.
Після мюнхенської авіакатастрофи 1958 року став виконувачем обов'язків тренера «Манчестер Юнайтед», поки головний тренер Метт Басбі лікувався від отриманих пошкождень.
Помер 14 листопада 1989 року в Манчестері на 80 році життя.

## Досягнення
- Володар Кубка Англії: 1931

## Статистика виступів

### Статистика клубних виступів
| Сезон                            | Команда                          | Чемпіонат                        | Чемпіонат | Чемпіонат | Національний кубок | Національний кубок | Національний кубок | Континентальні кубки | Континентальні кубки | Континентальні кубки | Інші змагання | Інші змагання | Інші змагання | Усього | Усього |
| Сезон                            | Команда                          | Ліга                             | Ігор      | Голів     | Ліга               | Ігор               | Голів              | Ліга                 | Ігор                 | Голів                | Ліга          | Ігор          | Голів         | Ігор   | Голів  |
| -------------------------------- | -------------------------------- | -------------------------------- | --------- | --------- | ------------------ | ------------------ | ------------------ | -------------------- | -------------------- | -------------------- | ------------- | ------------- | ------------- | ------ | ------ |
| 1929-30                          | «Вест-Бромвіч Альбіон»           | 1Д                               | 2         | 0         | КА                 | 0                  | 0                  | —                    | —                    | —                    | —             | —             | —             | 2      | 0      |
| 1930-31                          | «Вест-Бромвіч Альбіон»           | 1Д                               | 2         | 0         | КА                 | 0                  | 0                  | —                    | —                    | —                    | —             | —             | —             | 2      | 0      |
| 1931-32                          | «Вест-Бромвіч Альбіон»           | 1Д                               | 27        | 0         | КА                 | 1                  | 0                  | —                    | —                    | —                    | —             | —             | —             | 28     | 0      |
| 1932-33                          | «Вест-Бромвіч Альбіон»           | 1Д                               | 34        | 0         | КА                 | 2                  | 0                  | —                    | —                    | —                    | —             | —             | —             | 36     | 0      |
| 1933-34                          | «Вест-Бромвіч Альбіон»           | 1Д                               | 35        | 0         | КА                 | 2                  | 0                  | —                    | —                    | —                    | —             | —             | —             | 37     | 0      |
| 1934-35                          | «Вест-Бромвіч Альбіон»           | 1Д                               | 41        | 0         | КА                 | 7                  | 0                  | —                    | —                    | —                    | —             | —             | —             | 48     | 0      |
| 1935-36                          | «Вест-Бромвіч Альбіон»           | 1Д                               | 16        | 0         | КА                 | 0                  | 0                  | —                    | —                    | —                    | —             | —             | —             | 16     | 0      |
| 1936-37                          | «Вест-Бромвіч Альбіон»           | 1Д                               | 21        | 0         | КА                 | 5                  | 0                  | —                    | —                    | —                    | —             | —             | —             | 26     | 0      |
| 1937-38                          | «Вест-Бромвіч Альбіон»           | 1Д                               | 23        | 0         | КА                 | 2                  | 0                  | —                    | —                    | —                    | —             | —             | —             | 25     | 0      |
| 1938-39                          | «Вест-Бромвіч Альбіон»           | 1Д                               | 3         | 0         | КА                 | 0                  | 0                  | —                    | —                    | —                    | —             | —             | —             | 3      | 0      |
| Усього за «Вест-Бромвіч Альбіон» | Усього за «Вест-Бромвіч Альбіон» | Усього за «Вест-Бромвіч Альбіон» | 204       | 0         |                    | 19                 | 0                  |                      | —                    | —                    |               | —             | —             | 223    | 0      |
| 1938-39                          | «Свіндон Таун»                   | ТДПд                             | 4         | 0         | КА                 | 0                  | 0                  | —                    | —                    | —                    | —             | —             | —             | 4      | 0      |
| Усього за «Свіндон Таун»         | Усього за «Свіндон Таун»         | Усього за «Свіндон Таун»         | 4         | 0         |                    | 0                  | 0                  |                      | —                    | —                    |               | —             | —             | 4      | 0      |
| Усього за кар'єру                | Усього за кар'єру                | Усього за кар'єру                | 208       | 0         |                    | 19                 | 0                  |                      | —                    | —                    |               | —             | —             | 227    | 0      |